# Ceratocanthus aeneus
Ceratocanthus aeneus är en skalbaggsart som beskrevs av Macleay 1819. Ceratocanthus aeneus ingår i släktet Ceratocanthus och familjen Hybosoridae. Inga underarter finns listade i Catalogue of Life.